# La Neuveville (gemeente)
La Neuveville (tot 1948 officieel in het Frans Neuveville; Duits (verouderd): Neuenstadt) is een gemeente en plaats in het Zwitserse kanton Bern op de Frans-Duitse taalgrens, en maakt deel uit van het district Jura bernois.
La Neuveville telt 3.611 inwoners.

## Bezienswaardigheden
Het stadje heeft een middeleeuws centrum met verschillende monumenten van cultuurhistorische waarde. Delen van de oude stadsmuur bestaan uit zeven verdedigingstorens, waaronder de Tour Rouge (Zytgloggeturm) en Tour de la Rive naast de markante Tour Carree uit 1520. Bezienswaardig zijn ook Rue de Marché met fontein en de zeer oude Blanche Eglise (1345) met muurschilderingen. Daarnaast is erop de Schlossberg een kasteel, dat 100 m boven de stad uittorent. In het stadsdeel Faubourg enkele fraaie huizen uit de 16e en 19e eeuw.
Circa 3 km ten zuiden van La Neuveville ligt het 14e-eeuwse dorpje Le Landeron (2000 inw.) met een fraai middeleeuws stadhuis met gotisch interieur en enkele 16e-eeuwse huisjes en fonteinen.

## Geboren
- Florian Imer (1898-1981), schrijver, rechter